# Esiliiga 2023
Die Esiliiga 2023 war die 33. Spielzeit der zweithöchsten estnischen Fußball-Spielklasse der Herren. Sie begann am 4. März 2023 und endete am 12. November 2023.

## Modus
Die Liga umfasste wie in der Vorsaison zehn Teams. Jede Mannschaft spielte jeweils viermal an 36 Spieltagen gegeneinander.
Der Tabellenerste stieg direkt in die Meistriliiga auf, der Zweitplatzierte spielte in der Relegation gegen den Neunten der Meistriliiga um den Aufstieg. U-21-Teams waren nicht aufstiegsberechtigt. Der Letzte und Vorletzte stiegen in die drittklassige Esiliiga B ab, der Achte musste in die Relegation gegen den Abstieg.

## Vereine
| Verein                   | Stadt        | Stadion                | Kapazität |
| ------------------------ | ------------ | ---------------------- | --------- |
| FC Flora Tallinn U-21    | Tallinn      | A. Le Coq Arena        | 10.5000   |
| Tallinna JK Legion       | Tallinn      | Kadrioru staadion      | 5.000     |
| Ida-Virumaa FC Alliance  | Kohtla-Järve | Spordikeskuse Staadion | 2.200     |
| Viimsi JK                | Viimsi       | Viimsi staadion        | 2.000     |
| JK Tabasalu              | Tabasalu     | Tabasalu staadion      | 1.500     |
| FC Tallinn               | Tallinn      | Lasnamäe spordikeskuse | 1.200     |
| FCI Levadia Tallinn U-21 | Tallinn      | Maarjamäe staadion     | 1.000     |
| FC Nõmme United          | Nõmme        | Männiku staadion       | 1.000     |
| FC Elva                  | Elva         | Elva linnastaadion     | 0400      |
| Paide Linnameeskond U-21 | Paide        | Paide linnastaadion    | 0268      |

## Abschlusstabelle
| Pl.             | Verein                   | Sp. | S  | U | N  | Tore    | Diff. | Punkte |
| --------------- | ------------------------ | --- | -- | - | -- | ------- | ----- | ------ |
| 1.              | FC Nõmme United          | 36  | 28 | 6 | 2  | 114:290 | +85   | 90     |
| 2.              | Viimsi JK                | 36  | 21 | 8 | 7  | 067:350 | +32   | 71     |
| 3.              | FC Flora Tallinn U-21    | 36  | 22 | 3 | 11 | 086:530 | +33   | 69     |
| 4.              | FC Levadia Tallinn U-21  | 36  | 16 | 9 | 11 | 057:460 | +11   | 57     |
| 5.              | JK Tabasalu (N)          | 36  | 18 | 1 | 17 | 081:700 | +11   | 55     |
| 6.              | FC Tallinn (N)           | 36  | 16 | 4 | 16 | 072:650 | +7    | 52     |
| 7.              | Paide Linnameeskond U-21 | 36  | 12 | 5 | 19 | 066:820 | −16   | 41     |
| 8.              | FC Elva                  | 36  | 12 | 4 | 20 | 045:750 | −30   | 40     |
| 9.              | Tallinna JK Legion (A)   | 36  | 5  | 6 | 25 | 037:970 | −60   | 21     |
| 10.             | Ida-Virumaa FC Alliance  | 36  | 6  | 2 | 28 | 050:123 | −73   | 20     |
| Stand: Endstand |                          |     |    |   |    |         |       |        |

Platzierungskriterien: 1. Punkte – 2. weniger zugesprochene Siege – 3. Direkter Vergleich (Punkte, Tordifferenz, geschossene Tore) – 4. Siege – 5. Tordifferenz – 6. geschossene Tore – 7. Fair-Play
| (A) | Absteiger aus der Meistriliiga 2022 |
| (N) | Neu/Aufsteiger aus der Esiliiga B   |

## Relegation
Aufstieg
Der Zweitplatzierte der Esiliiga traf auf den Neuntplatzierten der Meistriliiga. Die Spiele fanden am 29. November und 3. Dezember 2023 statt.
|           | Gesamt |                  | Hinspiel | Rückspiel |
| --------- | ------ | ---------------- | -------- | --------- |
| Viimsi JK | 1:6    | JK Tammeka Tartu | 0:5      | 1:1       |

Beide Vereine blieben in ihren jeweiligen Ligen.
Abstieg
Der Achtplatzierte der Esiliiga trifft auf den Drittplatzierten der Esiliiga B. Die Spiele fanden am 25. und 29. November 2023 statt.
|                | Gesamt |         | Hinspiel | Rückspiel |
| -------------- | ------ | ------- | -------- | --------- |
| FA Tartu Kalev | 1:2    | FC Elva | 0:0      | 1:2       |